# Un film fatto per Bene
Un film fatto per Bene is een toekomstige Italiaanse documentairefilm, geregisseerd en mede geschreven door Franco Maresco.

## Verhaal
De documentaire is "een film in een film". De Italiaanse filmmaker Franco Maresco is bezig met de opnames van een nieuwe speelfilm over Carmelo Bene (1937-2002), een van de leidende figuren van het Italiaans neo-avant-gardetheater en -cinema. Door diverse tegenslagen worden de opnames herhaaldelijk uitgesteld. Gefrustreerd besluit producent Andrea Occhipinti het project te staken. Een boze Maresco beschuldigt het productieteam van "filmicide" (zelfmoord door de film) en neemt ontslag. Scenarioschrijver Umberto Cantone, een goede vriend van de regisseur, zoekt naar een oplossing door alle betrokkenen uit te nodigen om te getuigen in een onderzoek, wat licht werpt op Maresco's persoonlijkheid en ideeën. Er wordt gespeculeerd dat de beledigde Maresco in de tussentijd de film in zijn eentje aan het afmaken was. Dit, zegt hij, is "de enige manier" om zijn woede en afschuw over het mislukte project te uiten.

## Rolverdeling
- Carmelo Bene (archiefbeelden)
- Umberto Cantone
- Franco Maresco
- Francesco Conticelli
- Marco Alessi
- Bernardo Greco
- Francesco Puma
- Saverio D'Amico
- Toti Mancuso
- Giuseppe Lo Piccolo
- Riccardo Eggshell
- Ernesto Tomasini
- Aurora Falcone
- Matteo Capogna
- Antonino Lo Gelfo
- Antonino Lo Verso
- Luisa Viglietti
- Lorenzo Caracausi
- Eliseo Verso
- Ciccio Mira
- Gino Carista
- Melino Imparato
- Antonio Rezza

## Productie
De film werd geproduceerd door Andrea Occhipinti voor Lucky Red, samen met Marco Alessi voor Dugong Films en Daniele Occhipinti voor Eolo Films Productions. Het filmproject werd onder andere ondersteund door het Italiaanse Ministerie van Cultuur, de "Sicilia Filmcommissie" en de "Apulia Filmcommissie".

## Release
Un film fatto per Bene zal op 5 september 2025 in première gaan op het Filmfestival van Venetië in de competitie voor de Gouden Leeuw.

## Prijzen en nominaties
De belangrijkste:
| Jaar | Prijs                    | Categorie    | Genomineerde(n) | Uitslag       |
| ---- | ------------------------ | ------------ | --------------- | ------------- |
| 2025 | Filmfestival van Venetië | Gouden Leeuw | Franco Maresco  | In afwachting |